# Fagilde
Fagilde é uma aldeia portuguesa localizada na freguesia de Fornos de Maceira Dão, concelho de Mangualde, a cerca de 12 km de Viseu e a cerca de 7 km de Mangualde. É atravessada pela A25 Aveiro-Guarda, e é servida por uma boa rede de transportes públicos, devido à sua boa localização geográfica.
É uma aldeia com características essencialmente rurais. A maior parte da população, e em especial a mais idosa, dedica-se à agricultura. Os produtos mais cultivados são o milho, a batata, o feijão e outros legumes para consumo próprio, para além do vinho.
Para além da actividade agrícola, Fagilde possui um Jardim de Infância, uma escola de 1º ciclo, um Polivalente, e também uma capela onde todos os domingos é celebrada a missa.
A nível de comércio, esta aldeia tem um supermercado, uma "Taberna" e 2 restaurantes. Possui também uma padaria que distribui o pão diariamente pela aldeia.
Como cultura tem o Rancho Folclórico Os Rouxinóis do Dão de Fagilde.
Fagilde é essencialmete conhecida pela sua barragem - a Barragem de Fagilde - que capta as águas do rio Dão, tendo uma estação de tratamento de águas, de onde partem depois diversas condutas para abastecimento de outras zonas circunvizinhas da região. Junto desta, podemos encontrar um bar (Bar do Rio), assim como uma praia fluvial.